# The Way of the Exploding Fist
The Way of the Exploding Fist est un jeu de combat de 1985 de Gregg Barnett, Bruce Bayley et David Johnston de Beam Software. Développé à l'origine sur le Commodore 64 et publié en juin 1985 par Melbourne House,, des portages sont réalisés pour l'Amstrad CPC, le ZX Spectrum, le BBC Micro, l'Acorn Electron et le Commodore 16. Il est l'un des premiers jeux à inclure des graphismes et des mouvements réalistes et s'inspire largement du jeu d'arcade Karate Champ de Data East, publié l'année précédente. Beam Software développe une version NES, mais elle n'est pas publiée.
Le champion de karaté Jeoffrey Thompson signe pour promouvoir le jeu, mais il n'est pas suffisamment connu pour que le jeu porte son nom.

## Système de jeu
Le joueur participe à une série de matchs de karaté en face à face, tous supervisés par un vieux sage expert qui apparaît quelque part en arrière-plan. Une fois que le joueur a battu un adversaire, il passe à l'étape suivante contre un adversaire plus difficile.

## Réception
Dans la version Amstrad, il a été nécessaire de créer des sprites, car la machine ne possède pas ceux d'origine. Le jeu est inférieur par rapport à la version Commodore. Le décor de fond ne change pas, quel que soit le niveau et l'option choisie, contrairement aux autres machines.